# 이재근 (1857년)
인양군 이재근(仁陽君 李載覲, 1857년 9월 21일 ~ 1896년 12월 6일)은 조선후기의 문신, 왕족으로 장조의 서3남 은전군(恩全君)의 증손이다. 본관은 전주, 초명은 재관(載寬), 휘는 재근(載覲), 자는 윤선(允善)이다.
1879년(고종 16) 음서로 사용이 되어 관직에 올랐고, 고종이 친히 낸 응제에 합격해 과거 시험 응시 자격을 받았다. 1888년(고종 25) 진사시에 합격하였으며, 수릉 능령, 진위현령, 간성군수, 삭녕군수, 수원판관, 수원군수 등을 역임하고 농상공부 참서관에 이르렀다. 생전에는 문신 신분이었으며, 사후에 사도세자가 장종으로 추존되면서 도정과 군에 추증되었다.

## 생애
그는 완평군의 장남으로 1857년(철종 8) 1857년 9월 21일 탄생하였다. 처음 이름은 재관(載寬)이었으나 1879년 3월 26일 고종의 명으로 재근으로 고쳤다. 조선후기의 왕족으로 장조의 서3남 은전군(恩全君)의 양 증손이며, 풍계군(豊溪君)의 양손자이다. 아버지는 완평군 이승응(完平君 李昇應)으로 본래는 선조의 아홉째 서자 경창군의 후손이었지만, 아버지 이승응이 풍계군 당의 양자로 입양되었다. 
1878년(고종 15) 고종의 특명으로 군관에 임명되었다. 1878년 빈전도감에 낭청으로 참여한 공로로 그해 9월 23일 아마 1필을 하사받았다.
1879년(고종 16) 음서로 출사하여 부사용(副司勇)이 되고, 1880년 혼전의 종척 집사(宗戚執事)로 참여하였다. 1882년(고종 19) 사용(司勇)을 지내고, 그해 6월 11일 종척집사로 차하되었다. 1888년(고종 25) 5월 그 해에 고종이 친히 낸 응제(應製)에 합격하여 과거 응시자격이 주어졌다. 1888년 식년시(式年試) 진사(進士)에 급제하여 그해 11월 16일 영릉참봉(永陵參奉), 1889년 8월 29일 선공감감역, 1890년 1월 5일 금부도사를 지냈다. 1890년 3월 7일 의금부로부터 신병을 상주하였으나 왕이 면직시키지 않았다. 1890년(고종 27) 감역(監役)을 거쳐 1891년 1월 29일 제용감주부, 4월 29일 수릉 능령(綏陵陵令)을 거쳐 그해 8월 15일 경기도 진위현령(振威縣令)으로 부임하였다.
1893년 1월 29일 강원도 간성군수, 1894년 1월 28일 경기도 삭녕군수로 부임했다가, 그해 9월 14일 수원군 판관이 되고, 9월 22일 부임하였다. 1895년(고종 32) 신병을 이유로 정장을 올려 수원군 판관직에서 면직을 청하였으며, 1895년 5월 2일 면직되었다. 8월 10일 고종은 그를 수원군수로 승진시켰다. 1895년(고종 32년) 10월 15일 종척 집사(宗戚執事)로 임명되고, 이해 11월 1일 정3품으로 가자(加資)되었다.
1896년(고종 33, 건양 1) 3월 7일 농상공부참서관(農商工部參書官)이 되고, 4월 19일 농상공부참서관 서 주임관 6등(農商工部參書官敍奏任官六等), 그해 9월 26일 4품에서 정3품으로 승진하였다. 그해 9월 27일 빈전에 참여한 종헌관 이하를 시상할 때 반숙마 1필을 하사받았다. 1896년 12월 6일 농상공부참서관으로 재직 중 향년 40세로 별세하였다. 일설에는 1897년 1월 8일에 사망했다는 설도 있다. 사인은 불명이다. 죽기 직전 독립협회에 3원을 기탁했는데 대조선독립협회보 제2호 잡저편에 수록되었다.

### 사후
시신은 경기도 인천부 전반면(田反面, 후일 경기도 시흥시에 편입) 묘좌(卯坐)에 안장되었는데 현재 묘소 위치는 실전되었다. 첫 부인 연일정씨의 묘는 과천군 북면 당정리(현 경기도 군포시 당정동)에 안장되었다.
생전에는 문신의 신분이었으나 고조부 사도세자가 장종으로 추존되면서, 승습의 예에 따라 1899년(광무 3) 9월 21일 법전에 의해 인양도정(仁陽都正)에 추증하고, 1903년(광무 7) 11월 20일 특증의 명을 받고 인양군(仁陽君)에 추봉되었다. 같은 날 증 가선대부(贈嘉善大夫)에 추증되었다.
적자가 없고 서자 이헌용(李憲鎔)이 있었는데 부인 오씨가 적자로 승적시켰으나 유산과 전답을 잃어버리고 소송에 휘말렸다. 

## 가족관계
- 양 조부 : 풍계군 이당(豊溪君 李瑭), 은언군의 넷째 아들
- 생 조부 : 이도식(李道植, 선조의 아홉째 서자 경창군 이주 8대손)
- 아버지 : 완평군 이승응(完平君 李昇應, 1836년 - 1909년)
- 어머니 : 진주류씨(1832년 9월 27일 ~ ?), 동돈녕 류원기(柳遠綺)의 딸
  - 동생 : 이재현(李載現, 1870년 - ?년), 본가(本家) 숙부(淑父) 종정원경(宗正院卿) 이낙응(李洛應)에게 출계.
  - 동생 : 의양군 이재각(義陽君 李載覺. 1874년 - 1935년)
  - 누이 : 이씨, 풍천임씨 임헌재(任軒宰)에게 출가
  - 매부 : 임헌재(任軒宰), 감찰 임기호(任起鎬)의 아들
- 서모 : 이름 미상
  - 이복동생 : 예양정 이재규(禮陽正 李載規, 1877년 - ?년)
- 부인 : 군부인 연일정씨(1859년 11월 3일 ~ 1890년 10월 13일, 현감 정해년(鄭海年)의 딸
- 부인 : 군부인 해주오씨(1872년 5월 7일 ~ ?), 오형선(吳炯善)의 딸
- 첩 : 이름 미상
  - 서자 : 완평군 이헌용(李憲鎔, 1886년 8월 12일 ~ ?, 음서로 참봉 역임)
  - 서며느리 : 양주조씨, 학관 조병욱(趙秉郁)의 딸
    - 양 손자 : 이창(李鎗, 다른 이름은 이창길(李昌吉), 1915년 ~ ?) - 의친왕의 다섯째 서자
- 봉사손 : 이호창

## 같이 보기
- 은전군
- 이승응